# Joe Shaw
Joseph Ebenezer „Joe” Shaw (ur. 7 maja 1883, zm. wrzesień 1963) – angielski piłkarz i trener.
Urodzony w Bury w Lancashire, Shaw zaczynał swoją karierę w klubie ze swojego rodzinnego miasta - Bury, a następnie występował w Accrington Stanley, gdzie pomógł wygrać Lancashire Combination. Następnie w 1907 Shaw wyjechał na południe Londynu i dołączył do Woolwich Arsenal.
Zadebiutował 29 września 1907 w spotkaniu z Preston North End i wkrótce stał się podstawowym zawodnikiem Arsenalu i był najlepszym lewym obrońcą przez następne siedem sezonów. Pomimo iż do First Division klub awansował w 1904, szybko dwa razy doszedł do półfinału FA Cup (jeszcze przed przyjściem Shawa). Wkrótce przyszły gorsze czasy. Po wysokim szóstym miejscu w sezonie 1908/1909, Woolwich Arsenal zaczął grać coraz słabiej i w sezonie 1912/1913 spadł z ekstraklasy.
Pomimo to Shaw pozostał w klubie i wraz z resztą drużyny przeniósł się na nowy stadion Highbury. Występował w klubie aż do ostatniego sezonu (1914/1915) przed rozpoczęciem I wojny światowej. Kontynuował swoją karierę występując w nieoficjalnych wojennych meczach i po wznowieniu rozgrywek wciąż występował w Arsenalu. W 1919 zastąpił Percy'ego Sandsa na stanowisku kapitana. W tym czasie Arsenal powrócił do First Division, zaś Shaw zakończył swą karierę w 1922 w wieku 38 lat. Jego 300-setny występ w ekstraklasie wypadł 23 kwietnia 1921 w spotkaniu z Newcastle United (był trzecim graczem w historii, po Sandsie i Roddym McEachranie, który przekroczył tę granicę).
Ogólnie dla klubu rozegrał 326 spotkania we wszystkich rozgrywkach, jednakże nie zdobył w nich ani jednego gola. Po zakończeniu kariery został trenerem pierwszego zespołu, a następnie menadżerem zespołu rezerw Arsenalu. Po nieoczekiwanej śmierci Herberta Chapmana w styczniu 1934, Shaw został tymczasowym menadżerem i prowadził pierwszy zespół do końca sezonu. Shaw na fali dobrej pracy Chapmana zdobył w sezonie 1933/1934 tytuł mistrza Anglii, trzeci w historii klubu. Po tym jak latem na stanowisko menadżera pierwszego zespołu mianowano George'a Allisona, Shaw powrócił na stanowisko menadżera rezerw.
Shaw pozostał w Arsenalu przez resztę lat 30., aż do wybuchu II wojny światowej. Po wojnie przez krótki czas znajdował się w sztabie szkoleniowym Chelsea jako trener, lecz w 1947 powrócił do Arsenalu, by zostać asystentem Toma Whittakera. Później pracował też jako ambasador klubu. Odszedł ze światka futbolu w 1956 po 49 latach pracy dla Arsenalu. Zmarł w 1963 w wieku 80 lat.